# مركبة تحكم عن بعد

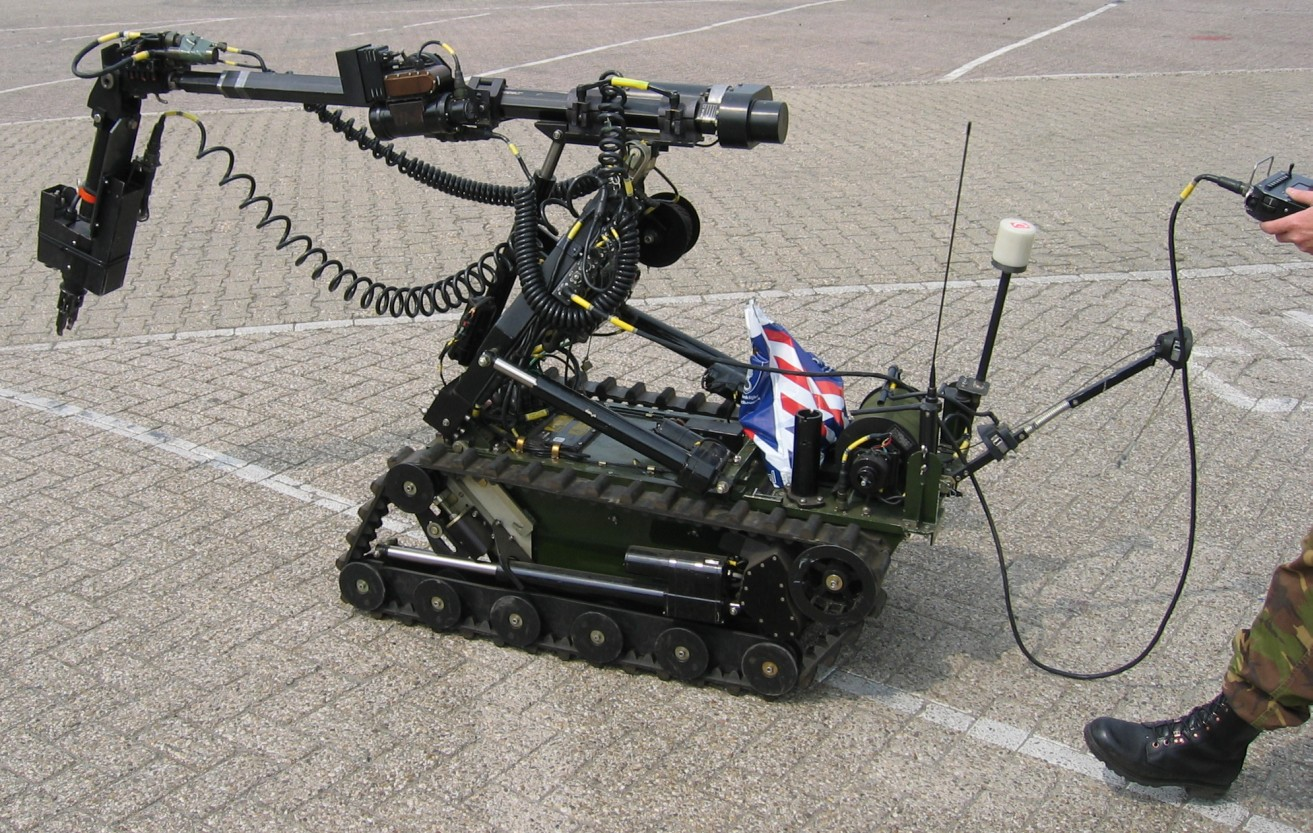
مركبة تحكم عن بعد تستخدم لتفكيك القنابل

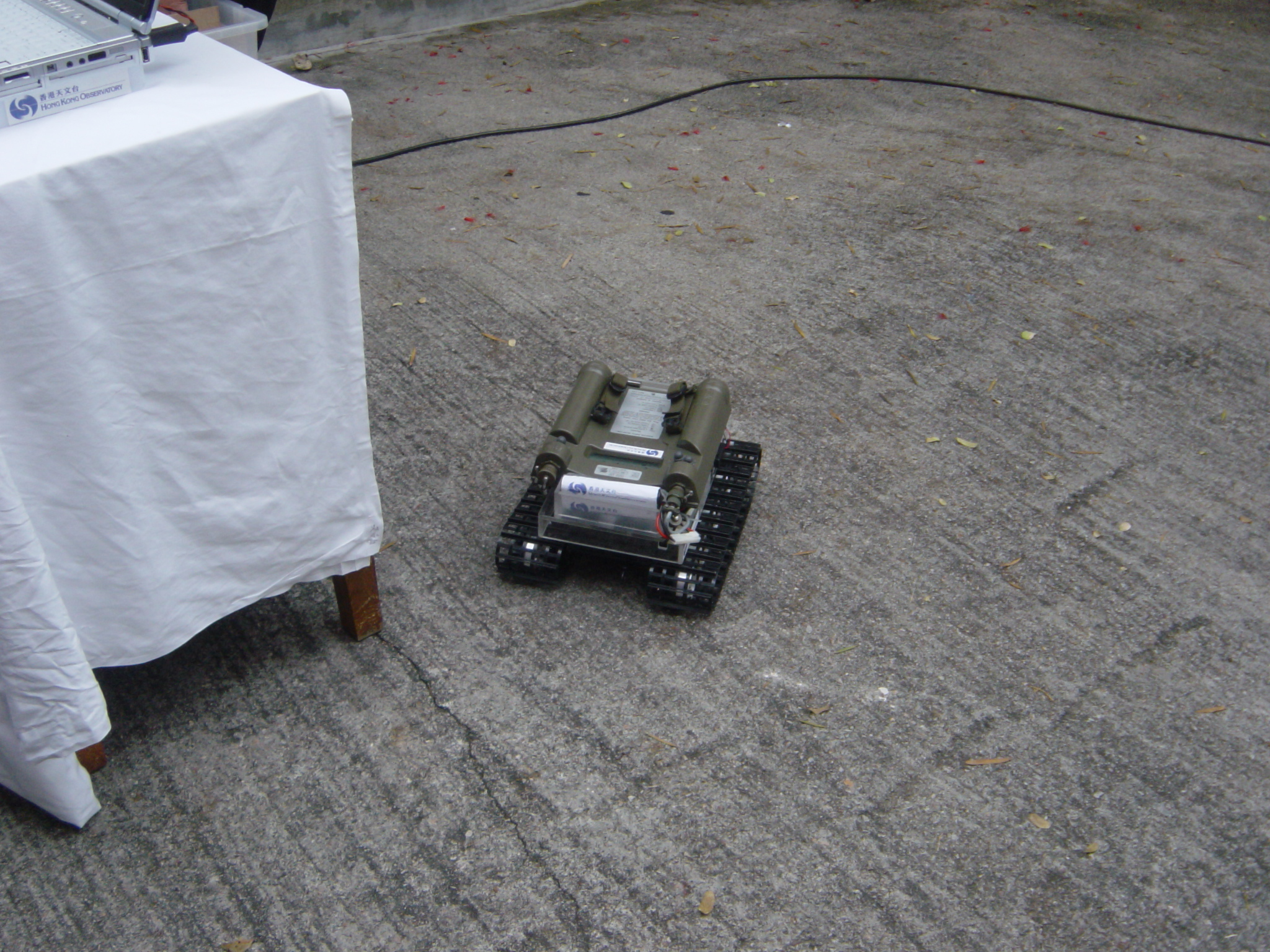
مركبة تحكم عن بعد للاستطلاع

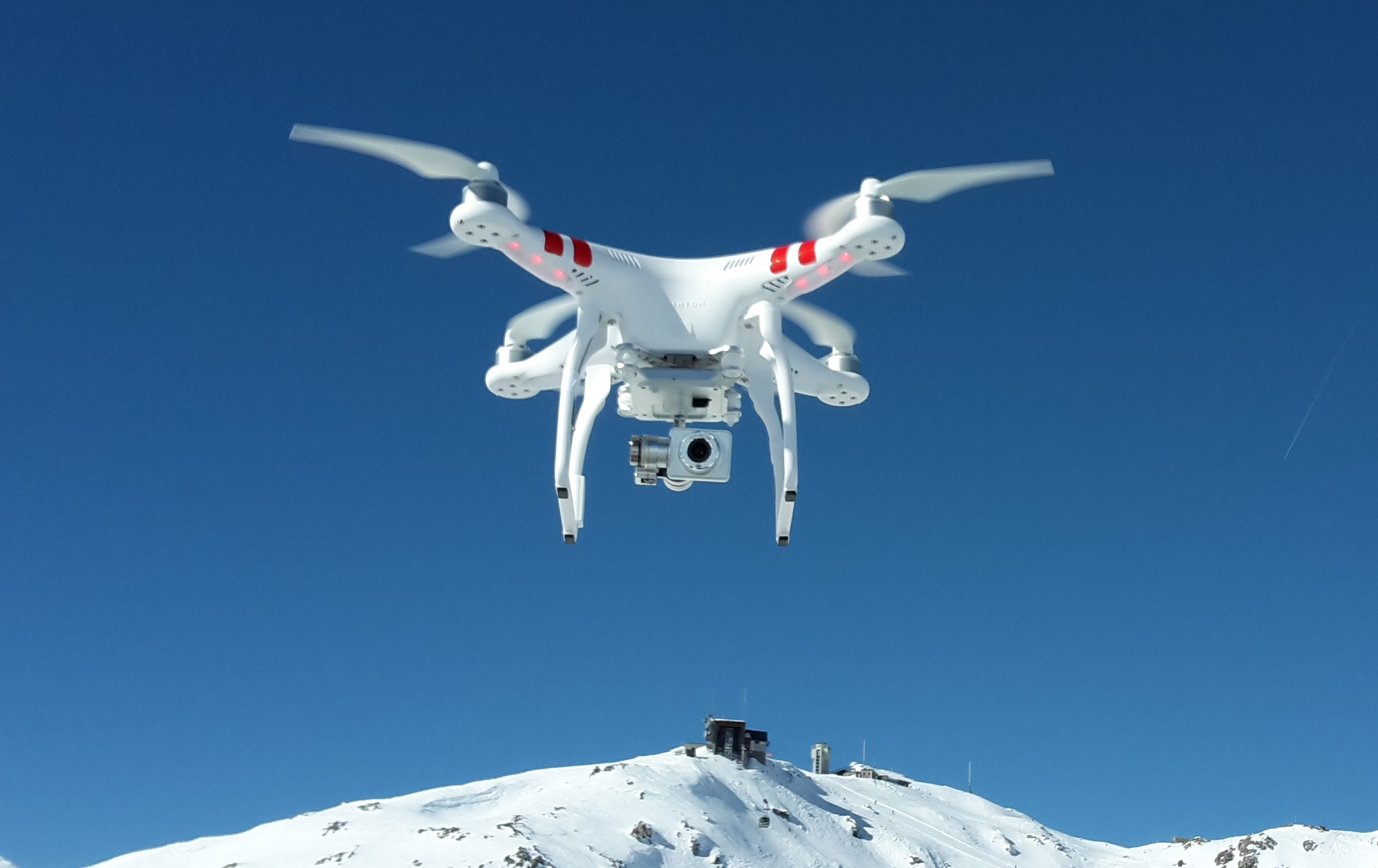
مركبة تحكم عن بعد من تصميم دي جيه آي.

مركبة تحكم عن بعد، مركبة يتم تشغيلها وتحكم بها عن بعد بطريقة لا تعيق حركتها، غالبا ما يعتمد جهاز تحكم على الإشارات المرسلة بالأشعة تحت الحمراء أو الراديو الأمر الذي كان قديما يعتمد على كابل ما بين وحدة تحكم والمركبة.

## التطبيقات

### العلمية
يتم استخدام مركبات تحكم عن بعد في العديد من التطبيقات العلمية خصوصا في البيئات الجديدة والخطرة كإستكشاف أعماق المحيطات والفضاء الخارجي.

#### استكشاف الفضاء
يرجع الفضل في استكشاف غالبية الكواكب الأخرى ونظامنا الشمسي إلى استخدام مركبات تحكم عن بعد. مع تطور تلك المركبات لتصبح أكثر استقلالا، أثارت جدلا كبيرا حول دور رحلات الفضاء المأهولة بالبشر وهل انتهى عصرها أم ستبدأ مرحلة جديدة. أصبحت المركبة الفضائية فوياجر 1 هي أول مركبة تغادر نظامنا الشمسي كما توفر سفينة سبيريت وأبورتيونيتي بيانات مستمرة حول سطح المريخ منذ 3 يناير 2004.

#### الغواصات
تستطيع غواصة جيسون مستكشفة المياه العميقة التابعة لمؤسسة وودز هول الوصول إلى عمق 6,500 قدم. كما يرجع الفضل إلى الغواصة البريطانية سكوربو أر أو في في إنقاذ طاقم AS-28 الروسي في 7 أغسطس 2005.

### الجيش وقوات إنفاذ القانون
يرجع استخدام المركبات العسكرية المتحكم بها عن بعد إلى النصف الأول من القرن العشرين، حيث اخترع وسجل جون هايس هاموند الابن براءة اختراع لأساليب تحكم اللاسلكي للسفن في عام 1910. كما استخدم الجيش الأحمر السوفياتي شبكات الإتصال للتحكم عن بعد في ثلاثينات القرن العشرين خلال حرب الشتاء وفي المرحلة الأولى للحرب العالمية الثانية.
في الوقت الحالي، بدأ استخدام مركبات تحكم عن بعد في الجيوش وقوات إنفاذ القانون بالازدهار لتقليل فرص تعرض الشخص للمخاطر حيث يقوم بتشغيل المركبة من سيارة من موقع آمن نسبيا. كما تستخدها الشرطة في قوات مكافحة الإرهاب، وقوات تفكيك المتفجرات.
لعل أكبر تطور في هذا المجال في العقد الماضي من نصيب المركبات الجوية كالطائرات بدون طيار والسفن الفضائية، فلم تعد قدرة تلك الطائرات تنحصر على القيام بمهام الاستطلاع وحدها بل أصبحت تستطيع الطواف حول الهدف لتحديد شكله جيدا قبل أن تطلق حمولتها من الأسلحة.

### الترفية
تحظى مركبات تحكم عن بعد بشعبية كبيرة في مجال الترفية لما تمتاز به من نطاق واسع في الإمكانيات والأسعار، فهي تشمل السيارات، الشاحنات، القوارب، الطائرات بما فيها طائرات الهليكوبتر والروبوتات.
في الآونة الأخيرة، أصدرت شركة سوني إريكسون سيارة للتحكم عن بعد يمكن تحكم فيها بواسطة أي هاتف محمول يعمل بتقنية البلوتوث. يعد تحكم باستخدام موجات الراديو هي الأكثر شعبية لأنها لا تتطلب أن تكون السيارة محددة بطول الكابل أو في خط رؤية مباشر مع وحدة تحكم (كما هو الحال مع إعداد الأشعة تحت الحمراء). وتشمل هذه أيضا طائرات الهليكوبتر التي يتم تحكم فيها عن بعد.